# Амплитудная характеристика
Амплиту́дная характери́стика (АХ) — зависимость амплитуды выходного сигнала от амплитуды входного сигнала устройства. Как правило, амплитудная характеристика определяется при гармоническом входном сигнале и используется для оценки её линейности.

## Врадиоэлектронике
В усилительной технике амплитудная характеристика выражает зависимость амплитуды гармоники выходной величины сигнала от амплитуды гармоники входной величины. Идеальная амплитудная характеристика представляет собой прямую, где коэффициент усиления идеального усилителя представляет собой постоянную величину, не зависящую от входного сигнала. Однако реально возникают нелинейные искажения, степень которых определить в общем случае не удаётся. Аналогично характеристика определяется также в звукозаписывающей, телевизионной и магнитофонной технике.
Амплитудная характеристика используется при разработке амплитудного дискриминатора.

## В приборостроении
В приборостроении идеальной амплитудной характеристикой является:
{\displaystyle {\begin{aligned}S(\omega )=S(0)\\{\text{или}}\\S(\eta )=1\end{aligned}}{\Bigg \}}}
где S — чувствительность системы, ω — частота, η — отношение частоты вынуждающей силы (воздействия) к резонансной частоте системы.
Среди измерительных устройств получили распространение амплитудные цифровые преобразователи перемещений.

## В теории автоматического управления
В теории автоматического управления отношение амплитуд выходного и входного сигналов равно модулю частотной характеристики при определённой частоте входного сигнала. Зависимость модуля частотной характеристики от этой частоты называют амплитудной характеристикой системы автоматического управления.